# Klim Ciuriumov
Klim Ivanovici Ciuriumov (în ucraineană Клим Іва́нович Чурю́мов, în rusă Клим Ива́нович Чурю́мов; n. 19 februarie 1937, Mîkolaiiv, RSS Ucraineană, URSS – d. 14 octombrie 2016, Harkiv, Regiunea Harkov, Ucraina) a fost un astronom sovietic și ucrainean. Director al planetariului din Kiev, membru al Academiei Naționale de Științe a Ucrainei, al Uniunii Astronomice Internaționale, al Academiei de Științe din New York, editor în 2006-2009 al revistei "Cerul nostru" (în ucraineană: Наше Небо), președinte al Societății Ucrainene a Iubitorilor de Astronomie și autor de cărți pentru copii. În 1969 el a descoperit, împreună cu Svetlana Ivanovna Gherasimenko⁠(en)[traduceți], cometa 67P/Ciuriumov-Gherasimenko. Pe 12 noiembrie 2014, misiunea spațială europeană Rosetta a lansat o sondă de aterizare Philae care a coborât cu succes pe suprafața acestei comete.